# Јурај Посиловић
Јурај Посиловић (Иванић-Град, 24. април 1834 — Загреб, 26. април 1914) био је загребачки надбискуп.

## Биографија
Завршио је Класичну гимназију у Загребу 1854. године. Докторирао је теологију у Бечу. Залагао за промовисање опште културе и науке међу Хрватима. Био је уредник Католичког листа и један од покретача Хрватског књижевног друштва Светог Јеронима и професор богословије и први декан Богословног факултета у Загребу. Именован је сењско-модрушким или крбавским бискупом 1876, а устоличен је за загребачког надбискупа 1894. године. Под његовим покровитељством рестаурирана је Загребачка катедрала, изграђени самостан и црква исусоваца у Загребу и одржан Први хрватски католички састанак 1900. године. У личне заслуге убраја се и његово настојања да се очува глагољица у Хрватима.
Један је од приложника за катедралу Срца Исусова у Сарајеву (слике Црквених Отаца).
Уређивао је Загребачки католички лист.